# David Goss
David Mark Goss (20 de abril de 1952 – 4 de abril de 2017) foi um matemático estadunidense.

## Vida e obra
Goss estudou na Universidade de Michigan, onde obteve o bacharelado em 1973, com um doutorado em 1977 na Universidade Harvard, orientado por Barry Mazur, com a tese {\displaystyle \pi }-adic Eisenstein series for function fields. Lecionou na Universidade de Princeton, na Universidade da Califórnia em Berkeley e na Universidade Brandeis, antes de ser professor na Universidade Estadual de Ohio, onde aposentou-se em 2013.

## Prêmio David Goss
A editora Elsevier concede a cada dois anos o prêmio para teoria dos números que leva seu nome (Prêmio David Goss), dotado com 10.000 dólares. O primeiro recipiente em 2019 foi Alexander Smith.

## Publicações selecionadas
- Basic structures of function field arithmetic, Ergebnisse der Mathematik und ihrer Grenzgebiete, Serie 3, Volume 34, Springer 1996
- The algebraist's upper half-plane, Bull. Amer. Math. Soc. (N.S.)., Volume 2, 1980, p. 391–415.
- A simple approach to the analytic continuation and values at negative integers for Riemann's zeta function,  Proc. Amer. Math. Soc., Volume 81, 1981, p. 513–517.
- Units and class-groups in the arithmetic theory of function fields,  Bull. Amer. Math. Soc. (N.S.), Volume 13, 1985, p. 131–132
- A formal Mellin transform in the arithmetic of function fields, Trans. Amer. Math. Soc., Volume 327, 1991, p. 567–582